# 阿爾莫尼尼冰原島峰
71°11′S 65°51′E / 71.183°S 65.850°E
阿爾莫尼尼冰原島峰（英語：Armonini Nunatak）是南極洲的冰原島峰，位於麥克羅伯特森地，屬於查爾斯王子山脈的一部分，處於雷烏山東南面9公里，現時由南極條約體系管理。